# Oakham
Oakham is een civil parish in het bestuurlijke gebied Rutland in de East Midlands. Het is de hoofdstad van het graafschap Rutland. De plaats telt 10.922 inwoners.